# Stile libero (programma radiofonico)
Stile libero è stata una trasmissione radiofonica, condotta da Marco Santin, Giorgio Gherarducci e Flavia Cercato su R101, dal 2005 emittente della Monradio.
Era in onda dalle 13 alle 15, dal lunedì al venerdì e accompagnava il suo pubblico con intrattenimento leggero.
Marco Santin, Giorgio Gherarducci sono due dei tre componenti della Gialappa's Band, mentre Flavia Cercato è una loro storica inviata che all'interno di Stile libero aveva il compito di "riportare in riga" i due uomini. Le imitazioni erano affidate a Francesca Manzini.

## La tassa sul turpiloquio
Nasce come un programma elegante, privo di volgarità ed eccessi. Gli stessi conduttori, scivolando alcune volte in un linguaggio non elegantissimo, hanno deciso di mettere la tassa sul turpiloquio da adottare su loro stessi ma anche sugli ospiti. L'ammontare simbolico della tassa è di due euro ogni parolaccia detta. Con il ricavato della tassa nella prima stagione fu pagata una vacanza ad un ascoltatore. Nella seconda stagione il ricavato è servito per pagare le multe degli ascoltatori.

## We Are the Maffons
We Are the Maffons è una versione parodia del brano We Are the World. Il brano è realizzato per l'iniziativa lanciata da R101 Stile libero "Maffoni & Lontani Conoscents" la cui anteprima è stata lanciata il 21 maggio 2012. Si tratta di un'iniziativa a cui hanno aderito grandi artisti del panorama musicale quali Roberto Vecchioni, Eugenio Finardi, Noemi, Paola Turci, Paola & Chiara, gli Afterhours, Paolo Bruni dei Negrita e Adriano Pappalardo; si rivolgono tutti a Riccardo Maffoni, salutandolo ed invitandolo a non mollare. Questo potrebbe essere il primo di una serie esperimenti lanciati dal programma. Il fenomeno "We Are the Maffons" nasce da un intervento di Dolcenera su R101 nel quale cita Riccardo Maffoni dicendo che quest'ultimo non era stato selezionato da Pippo Baudo per Sanremo, ma "We are the Maffons" nasce anche mediante una rivisitazione fatta da un radioascoltatore che ha riletto We Are the World, la versione così rivisitata è piaciuta ai conduttori di Stile libero che hanno chiesto agli artisti su citati di cantarla.